# Szász-Anhalt települései
Ez a lista Szász-Anhalt tartomány településeit sorolja fel.
- Ahlsdorf
- Aken (Elba)
- Aland (Altmark)
- Allstedt
- Alsleben (Saale)
- Altenhausen
- Altmärkische Höhe
- Altmärkische Wische
- Am Großen Bruch
- An der Poststraße
- Angern
- Annaburg
- Apenburg-Winterfeld
- Arendsee
- Arneburg
- Arnstein
- Aschersleben
- Ausleben
- Bad Bibra
- Bad Dürrenberg
- Bad Lauchstädt
- Bad Schmiedeberg
- Balgstädt
- Ballenstedt
- Barby
- Barleben
- Barnstädt
- Beendorf
- Beetzendorf
- Benndorf
- Berga (Kyffhäuser)
- Bernburg (Saale)
- Biederitz
- Bismark (Altmark)
- Bitterfeld-Wolfen
- Blankenburg (Szász-Anhalt)
- Blankenheim (Landkreis Mansfeld-Südharz)
- Bördeaue
- Börde-Hakel
- Bördeland
- Borne
- Bornstedt (bei Eisleben)
- Braunsbedra
- Brücken-Hackpfüffel
- Bülstringen
- Burg
- Burgstall (Landkreis Börde)
- Calbe (Saale)
- Calvörde
- Colbitz
- Coswig (Anhalt)
- Dähre
- Dessau-Roßlau
- Diesdorf
- Ditfurt
- Droyßig
- Eckartsberga
- Edersleben
- Egeln
- Eichstedt (Altmark)
- Eilsleben
- Lutherstadt Eisleben
- Elbe-Parey
- Elsteraue
- Erxleben (Landkreis Börde)
- Falkenstein/Harz
- Farnstädt
- Finne (Gemeinde)
- Finneland
- Flechtingen
- Freyburg (Unstrut)
- Gardelegen
- Genthin
- Gerbstedt
- Giersleben
- Gleina
- Goldbeck (Altmark)
- Gommern
- Goseck
- Gräfenhainichen
- Gröningen
- Groß Quenstedt
- Güsten
- Gutenborn
- Halberstadt
- Haldensleben
- Halle (Saale)
- Harbke
- Harsleben
- Harzgerode
- Hassel (Altmark)
- Havelberg
- Hecklingen
- Hedersleben
- Helbra
- Hergisdorf
- Hettstedt
- Hohe Börde
- Hohenberg-Krusemark
- Hohenmölsen
- Hötensleben
- Huy (Gemeinde)
- Iden (Altmark)
- Ilberstedt
- Ilsenburg (Harz)
- Ingersleben
- Jerichow
- Jessen (Elster)
- Jübar
- Kabelsketal
- Kaiserpfalz (Gemeinde)
- Kalbe (Milde)
- Kamern
- Karsdorf
- Kelbra (Kyffhäuser)
- Kemberg
- Klietz
- Klostermansfeld
- Klötze
- Könnern
- Köthen (Anhalt)
- Kretzschau
- Kroppenstedt
- Kuhfelde
- Landsberg (Saalekreis)
- Lanitz-Hassel-Tal
- Laucha an der Unstrut
- Leuna
- Loitsche-Heinrichsberg
- Lützen
- Magdeburg
- Mansfeld
- Meineweh
- Merseburg
- Mertendorf
- Möckern
- Molauer Land
- Möser
- Mücheln
- Muldestausee (község)
- Naumburg (Saale)
- Nebra (Unstrut)
- Nemsdorf-Göhrendorf
- Niedere Börde
- Nienburg (Saale)
- Nordharz
- Oberharz am Brocken
- Obhausen
- Oebisfelde-Weferlingen
- Oranienbaum-Wörlitz
- Oschersleben (Bode)
- Osterburg (Altmark)
- Osterfeld
- Osternienburger Land
- Osterwieck
- Petersberg (Saalekreis)
- Plötzkau
- Quedlinburg
- Querfurt
- Raguhn-Jeßnitz
- Rochau
- Rogätz
- Rohrberg (Szász-Anhalt)
- Salzatal
- Salzwedel
- Sandau
- Sandersdorf-Brehna
- Sangerhausen
- Schkopau
- Schnaudertal
- Schollene
- Schönburg (Saale)
- Schönebeck
- Schönhausen
- Schraplau
- Schwanebeck
- Seegebiet Mansfelder Land
- Seehausen (Altmark)
- Seeland (Sachsen-Anhalt)
- Selke-Aue
- Sommersdorf (Landkreis Börde)
- Staßfurt
- Steigra
- Stendal
- Stößen
- Südharz
- Südliches Anhalt
- Sülzetal
- Tangerhütte
- Tangermünde
- Teuchern
- Teutschenthal
- Thale
- Ummendorf (Börde)
- Völpke
- Wallhausen (Helme)
- Wallstawe
- Wanzleben-Börde
- Wefensleben
- Wegeleben
- Weißenfels
- Werben (Elba)
- Wernigerode
- Westheide
- Wethau
- Wetterzeube
- Wettin-Löbejün
- Wimmelburg
- Lutherstadt Wittenberg
- Wolmirsleben
- Wolmirstedt
- Wust-Fischbeck
- Zahna-Elster
- Zehrental
- Zeitz
- Zerbst
- Zielitz
- Zörbig